# György Garics
György Garics, född 8 mars 1984, är en österrikisk fotbollsspelare (försvarare) som spelar för SV Darmstadt 98.
Garics debuterade för Österrikes landslag den 6 oktober 2006 i en 2–1-vinst över Liechtenstein. Han var med i Österrikes trupp vid fotbolls-EM 2008 och EM 2016.